# Anochetus jonesi
Anochetus jonesi é uma espécie de formiga do gênero Anochetus, pertencente à subfamília Ponerinae.